# Rapimento di Greta Ramelli e Vanessa Marzullo
Il rapimento di Greta Ramelli e Vanessa Marzullo è stato un caso di sequestro di persona a scopo di estorsione avvenuto ad Aleppo, nel nord della Siria, la notte fra il 31 luglio e il 1º agosto 2014, dove da tempo combatte l'Esercito siriano libero, nella fase più cruenta della Guerra civile siriana. Le vittime del rapimento sono state le due volontarie italiane Greta Ramelli e Vanessa Marzullo, entrambe ventenni. 
Le due ragazze sono state liberate il 15 gennaio 2015 a seguito di una lunga trattativa fra il Fronte al-Nusra e il governo italiano, secondo alcuni dietro un non confermato pagamento di un riscatto.

## Il rapimento

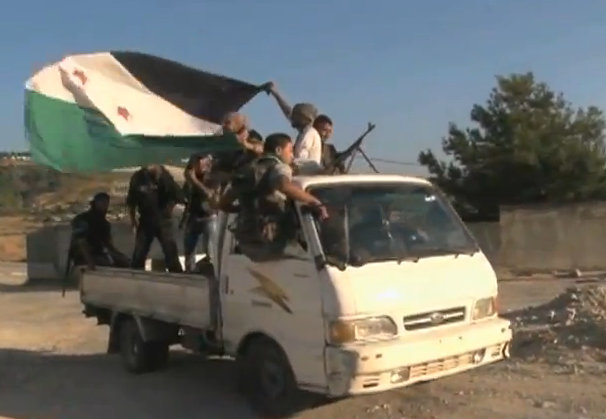
Guerriglieri dell'Esercito Siriano Libero

Le due volontarie erano arrivate in Siria il 28 luglio per conto dell'associazione Horryati, una ONG non riconosciuta dal Ministero degli Esteri che ha come finalità la fornitura di aiuti medici e sanitari nei campi profughi. La notte del 31 luglio, poche ore dopo il loro arrivo ad Aleppo dove alloggiavano nella casa del capo del Consiglio rivoluzionario le due ragazze sono state rapite da un gruppo di una decina di miliziani. Secondo quanto dichiarato dalle due ragazze ai magistrati romani dopo il rientro in Italia «Sono arrivate due macchine con alcuni uomini armati e siamo state portate via. Stavamo a testa bassa, cercavamo di non guardarli in faccia. Loro comunque avevano il volto coperto «...» i rapitori parlavano poco, soltanto uno diceva qualche parola di inglese». Gli esecutori del rapimento, secondo quanto emerso durante il negoziato, sono stati alcuni militanti dell'Esercito siriano libero, ma i due ostaggi sono stati poi presi in custodia dal Fronte al-Nusra che ha effettuato le trattative per il rilascio.
In seguito al rapimento per diversi mesi non si è avuta alcuna notizia ufficiale sulla sorte delle due ragazze. In base al loro racconto, le due volontarie sono state custodite dai loro carcerieri in diverse case, almeno cinque diverse, e son sempre rimaste insieme durante il periodo di prigionia. Hanno inoltre negato di aver subito violenze, e di conoscere chi fossero i loro rapitori. Il 31 dicembre 2014 è stato pubblicato su YouTube un messaggio video di 23 secondi in cui Greta e Vanessa chiedevano aiuto al governo italiano pronunciando in inglese le seguenti frasi: «Siamo Greta Ramelli e Vanessa Marzullo, supplichiamo il nostro governo e i suoi mediatori di riportarci a casa prima di Natale. Siamo in grave pericolo e potremmo essere uccise. Il nostro governo e i mediatori sono responsabili delle nostre vite». Le due ragazze appaiono nel video con il capo coperto dal velo e vestite di nero, mentre tengono in mano un cartello con la data del 17 dicembre 2014.
Dopo questo primo video i servizi segreti italiani hanno intensificato le trattative per il rilascio, sino a che il 15 gennaio 2015 non viene annunciata la liberazione delle due volontarie. L'annuncio ufficiale è stato dato dalla ministra Boschi durante un'assemblea della camera dei deputati. Secondo il quotidiano britannico Guardian e la televisione Al Aaan, il riscatto pagato per la liberazione delle cooperanti è stato pari a 12 milioni di dollari. Il ministro degli Esteri Paolo Gentiloni ha dichiarato invece che «non è stato pagato alcun riscatto».

## Reazioni dei media
Le reazioni al rapimento sono state, a differenza di altri casi simili, molto poco solidali. Diversi articoli su giornali legati al centro-destra hanno definito le due cooperanti "due incoscienti da salvare", "stronzette di Aleppo", o due incoscienti partite per farsi selfie coi ribelli. Anche sui social network la maggioranza degli utenti, a differenza di quanto accaduto solo qualche anno prima con il rapimento della cooperante Rossella Urru, ha espresso commenti offensivi e di accusa nei confronti delle due volontarie.

## Controversie sul pagamento del riscatto
Il 5 ottobre 2015 l'ANSA ha reso noto di avere «ricevuto una copia digitale del testo della condanna emessa il 2 ottobre scorso dal tribunale Qasimiya del movimento Zenki nella provincia di Atareb»: Hussam Atrash, uno dei signori della guerra locali, capo del gruppo Ansar al-Islam, basato ad Abzimo, la località dove scomparvero Greta Ramelli e Vanessa Marzullo - secondo la condanna del  "tribunale islamico" del Movimento "Nureddin Zenki" (Nur al-Din al-Zanki, cfr. Esercito dei Mujaheddin) - si è appropriato di 5 dei 12 milioni e mezzo di dollari. I restanti 7 milioni e mezzo furono divisi tra i restanti signori della guerra locali.
La notizia divulgata dalle fonti giudiziarie di Aleppo, spiega sempre l'ANSA, confermerebbe le voci non ufficiali secondo cui per il rilascio di Greta e Vanessa sarebbe stato pagato un riscatto milionario dallo Stato italiano.

Anche secondo quanto riferisce il "Siryan Center News", Atrash avrebbe gestito il sequestro e trattenuto parte del riscatto ricevuto dando alle fazioni islamiche solo una parte della somma.
Tuttavia Il Giornale.it ha precisato che la notizia è già apparsa nei mesi scorsi nel quotidiano pan-arabo "al-Quds al-Arabi" pubblicato a Londra (e dunque smentirebbe la data del 2 ottobre divulgata dall'ANSA). Mentre il consorzio di QN (Il resto del Carlino, La Nazione, Il Giorno) invece è dell'avviso che «per liberare Greta e Vanessa abbiamo pagato oltre 20 milioni di dollari». Il commento di Repubblica chiarisce che «nessun esecutivo o servizio segreto al mondo ammetterebbe mai, qualora lo avesse fatto, di aver pagato un riscatto» e aggiunge «anche per l'impossibilità di misurarne l'attendibilità con un pezzo di carta che, per tempi e modalità con cui è stato recapitato all'Ansa, non solo ha le stimmate opache del messaggio in bottiglia, ma – come osservavano del resto ieri fonti di intelligence – ha sicuramente un "curioso timing"».
La Farnesina ritiene «di non dover commentare supposte fonti giudiziarie di Aleppo o del sedicente tribunale islamico del movimento Noureddin Zenkin» dichiarando che «in ogni caso non risulta nulla di quanto asserito».